# Kállay Emil
Nagykállói Kállay Emil (Kisújszállás, 1929. január 19. – 2018. szeptember 28.) magyar piarista szerzetes, az Esztergomi Főegyházmegye papja, hittanár, tartományfőnök (1995–2005).

## Életpályája
A debreceni piarista gimnáziumban érettségizett, és ottani tanárai, elsősorban Török Jenő miatt választotta a piarista szerzetesi pályát. 1947-ben öltözött be novíciusnak a budapesti Cassiciacumban, majd 1948-tól a Kalazantinumban tanult teológiát. 1950 nyarán a szerzetesrendek föloszlatásakor az állam által előírt „kereten” kívüli szerzetesnövendékek közé került, így tanulmányait az Esztergomi főegyházmegye növendékeként a Központi Szemináriumban folytatta. 1953. június 14-én szentelték pappá az esztergomi székesegyházban, első miséjét a derecskei katolikus templomban celebrálta.
1954-től az esztergomi Vízivárosban, 1955-től Érsekvadkerten, 1956-tól Nógrádmegyeren, 1958-tól a Budapest-Törökőrön volt segédlelkész. Piarista szerzetesi hivatásánál fogva mindig különösen fontosnak tartotta a fiatalok nevelését. 1960-ban kapcsolatba lépett a Regnum Marianum mozgalommal, melynek vezetőit később a diktatúra kegyetlenül meghurcolta, őt magát pedig politikai kényszerűségből az Esztergomi Érsekségi Főhatóság 1962-ben három évre eltiltotta papi hivatásának gyakorlásától, csupán fizikai munkavégzést engedélyezték számára. 
Ekkor tanulta ki a rádió- és TV-műszerész szakmát, mivel úgy gondolta, hogy szerelőként föltűnés nélkül járhat a katolikus családokhoz. 1965-től kezdhette meg újra egyházi szolgálatát. Tizenkét éven át fiatalokat oktatott a Rókus-kápolnában, eleinte kisegítőként, majd 1967-től segédlelkészként. 1977-ben a budai Szent Imre (ciszterci) plébániára került segédlelkésznek. A rendszerváltáskor az ő ötlete alapján elsők között alapítottak civil egyesületet.
Egyházmegyei papi szolgálata közben mindvégig hű maradt piarista hivatásához, bár csupán ideiglenes fogadalmat tett, ami az évek alatt jogi érvényét vesztette. Ünnepélyes örökfogadalmát csak a rendszerváltozáskor, 1989. február 9-én tehette le, hasonló helyzetben lévő rendtársával, Dékány Vilmossal együtt. 1991-ben beköltözött a budapesti piarista rendházba, és négy évig prefektusként a piarista növendékeket nevelte, majd 1995. március 15-én, 66 évesen a rendi káptalan tartományfőnökké választotta. Eközben lelkipásztorkodást is tanított a piarista rend saját főiskoláján, a Kalazantinumban, majd 2000-től az egyesült Sapientia Szerzetesi Hittudományi Főiskolán.
Másodszori újjáválasztása után tartományfőnöksége 2003-ban ért véget. Attól kezdve a piarista növendékek tanára és a rendtartományi asszisztens volt, majd 2007-től, 78 évesen új feladatba kezdett: újraindította a piaristák székelyföldi misszióját. Rendtársával, Sárközi Sándorral együtt Csíkszeredára költöztek, és megnyitották a Piarista Tanulmányi Házat.
A már gyémántmisés atya 2014-ben, 85 éves korában a szentimrevárosi közösségért végzett több évtizedes munkája elismeréseként Pro Urbe-díjat kapott; 2017. augusztus 20-án a Magyar Érdemrend Tisztikereszt polgári tagozat kitüntetést vehette át.

## Jelmondata
„Ti barátaim vagytok, ha megteszitek, amit parancsolok nektek!” (Jn.15,14.)

## Művei
- Szeretetkönyv. Kállay Emil Sch. P. – a nyolcvanadik esztendő; szerk. Csányi Tamás; Budai Ciszterci Szent Imre Egyházközség, Bp., 2009
- Az úton becsületesen végig kell menni. Kállay Emil volt piarista tartományfőnökkel beszélget Gianone András; Kairosz, Bp., 2010 (Miért hiszek?)

## Díjai, elismerései
- Budapestért díj (2014)[3]
- A Magyar Érdemrend tisztikeresztje (2017)
- A Szentimrevárosi Egyesület 2020-ban emlékkövet állított számára Budapest XI. kerületében, a Gellérthegy oldalában, a Balogh Tihamér lejtő Szent Imre templom feletti szakaszán. Avatására 2020. február 1-én, szombaton délután 16 órától került sor.